# Lubecko
Lubecko is een plaats in het Poolse district  Lubliniecki, woiwodschap Silezië. De plaats maakt deel uit van de gemeente Kochanowice en telt 836 inwoners.